# 巴耶济德二世清真寺
巴耶濟德二世清真寺（土耳其語：Beyazıt Camii）是一座奥斯曼帝国清真寺，位于土耳其伊斯坦布尔的巴耶济德广场，靠近古代君士坦丁堡的狄奥多西广场废墟。

## 历史
巴耶濟德二世清真寺由奥斯曼帝国苏丹巴耶濟德二世下令修建，是征服君士坦丁堡以后伊斯坦布尔兴建的第二座大型帝国清真寺建筑群。由于最早兴建的法齊赫清真寺后来毁于地震，重建时采用了完全不同的风格，因此这座巴耶濟德的清真寺具有相当的历史和建筑意义。关于建筑师所知甚少，只知道他还在布尔萨修建了一个旅馆；然而，该清真寺本身的抛光样式表明了奥斯曼早期和西方建筑技术。周围的庫里耶建筑复合体（伊斯兰学校、小学、公共廚房和土耳其浴場等）建于1501至1506年。
在1509年地震之后，圆顶被部分重建，科查·米馬爾·希南于1573–74年进行进一步维修。叫拜楼在1683年和1764年被烧。院门上方的一处铭文显示，维修于1767年进行。

## 延伸阅读
- Freely, John. . W. W. Norton & Company. 2000. ISBN 0393320146.
- Ochsenwald, William. . McGraw-Hill Humanities. 2003. ISBN 0072442336.